# بشکن (نیشابور)
بشکن یک روستا در ایران است که در دهستان سرولایت شهرستان نیشابور واقع شده‌است. بشکن ۲۶۳ نفر جمعیت دارد.
این روستا هم‌اکنون از سیستم آبرسانی لوله‌کشی برخوردار است.
مردم این روستا علی‌رغم محرومیت‌های حاکم با خود اتکایی و طرح خود اشتغالی امرار معاش می‌کنند.